# Universal Truths and Cycles
| Recensione     | Giudizio |
| -------------- | -------- |
| Piero Scaruffi | [ 1 ]    |

Universal Truths and Cycles è il 14° album in studio del gruppo musicale statunitense Guided by Voices, pubblicato nel 2002.

## Tracce
1. Wire Greyhounds – 0:35
2. Skin Parade – 2:57
3. Zap – 1:14
4. Christian Animation Torch Carriers – 3:54
5. Cheyenne – 2:58
6. The Weeping Bogeyman – 1:35
7. Back to the Lake – 2:33
8. Love 1 – 0:54
9. Storm Vibrations – 4:59
10. Factory of Raw Essentials – 1:25
11. Everywhere with Helicopter – 2:36
12. Pretty Bombs – 3:06
13. Eureka Signs – 3:06
14. Wings of Thorn – 2:10
15. Car Language – 4:44
16. From a Voice Plantation – 2:06
17. The Ids Are Alright – 1:10
18. Universal Truths and Cycles – 2:19
19. Father Sgt. Christmas Card – 2:04